# Sony Series 35 Model 10
Sony Series 35 Model 10 (Series 35 Model 10) је професионални рачунар фирме Сони (Sony) који је почео да се производи у Јапану током 1985. године.
Користио је два Z80A микропроцесора. РАМ меморија рачунара је имала капацитет од 256 KB. 

## Детаљни подаци
Детаљнији подаци о рачунару Series 35 Model 10 су дати у табели испод.
|                       |                                                                   |
| [ 1 ]                 |                                                                   |
| Произвођач            | Сони                                                              |
| Тип                   | професионални рачунар                                             |
| Меморија              | 256                                                               |
| Поријекло             | Јапан                                                             |
| Година                | 1985                                                              |
| Тастатура             | тастатура са пуним помаком тастера са тастерима смјера и едит пад |
| Процесор              | два                                                               |
| Фреквенција процесора | 4                                                                 |
| RAM                   | 256                                                               |
| ROM                   | непознато                                                         |
| Текст                 |                                                                   |
| Графика               | 640 x 400                                                         |
| Боја                  | монохром                                                          |
| Звук                  | непознато                                                         |
| Димензије             | 420 x 107 x 300 / .8                                              |
| Портови               |                                                                   |
| Оперативни систем     | [[]]                                                              |